# Giniewicze
Giniewicze (biał. Гіневічы; ros. Гиневичи) – wieś na Białorusi, w obwodzie mińskim, w rejonie wołożyńskim, w sielsowiecie Raków.

## Historia
W czasach zaborów folwark i wieś w gminie Krzywicze (1870) a następnie w gminie Raków (1909), w powiecie mińskim, w guberni mińskiej Imperium Rosyjskiego. W 1866 własność Muratowa. 
W latach 1921–1945 wieś i folwark leżały w Polsce, w województwie wileńskim, w powiecie stołpeckim, a od 1927 w powiecie mołodeckim, w gminie Raków.
Według Powszechnego Spisu Ludności z 1921 roku zamieszkiwało tu 178 osób, 61 było wyznania rzymskokatolickiego a 117 prawosławnego. Jednocześnie 172 mieszkańców zadeklarowało polską a 6 białoruską przynależność narodową. Było tu 28 budynków mieszkalnych. W 1931 wieś w 34 domach zamieszkiwały 174 osoby, folwark w 2 domach 14 osób.
Wierni należeli do parafii rzymskokatolickiej i prawosławnej w Dubrowej. Miejscowości podlegały pod Sąd Grodzki w Rakowie i Okręgowy w Wilnie; właściwy urząd pocztowy mieścił się w Rakowie.